# جسیکا نپیر
جسیکا نپیر (انگلیسی: Jessica Napier؛ زادهٔ ۴ آوریل ۱۹۷۹) هنرپیشه اهل استرالیا است.